# Calamotropha athena
Calamotropha athena là một loài bướm đêm trong họ Crambidae.